# قرار مجلس الأمن التابع للأمم المتحدة رقم 1185
قرار مجلس الأمن التابع للأمم المتحدة رقم 1185، المتخذ بالإجماع في 20 تموز / يوليو 1998، بعد إعادة التأكيد على جميع القرارات السابقة بشأن الصحراء الغربية، مدد المجلس ولاية بعثة الأمم المتحدة للاستفتاء في الصحراء الغربية حتى 21 أيلول / سبتمبر 1998 بحيث يمكن المضي قدماً في مهام تحديد هوية الناخبين.
ويعمل كل من بعثة الأمم المتحدة للاستفتاء في الصحراء الغربية والأمين العام كوفي عنان ومبعوثه الخاص وممثله الخاص في الصحراء الغربية للمساعدة في تنفيذ خطة التسوية التي تضمنت استفتاءً على تقرير المصير لشعب الإقليم. تقع مسؤولية عملية تحديد هوية الناخبين على عاتق لجنة تحديد الهوية.
صدرت تعليمات لكل من المغرب وجبهة البوليساريو للتعاون مع الأمم المتحدة أثناء عملية تحديد هوية الناخبين. وأشار القرار إلى استمرار نشر الوحدات الهندسية لأنشطة إزالة الألغام والموظفين الإداريين اللازمين لدعم نشر الأفراد العسكريين. ولن ينظر المجلس في عمليات نشر إضافية إلا عندما يصبح ذلك ضرورياً. ودعا إلى الإبرام الفوري لاتفاقات وضع القوات فيما يتعلق بالوحدات العسكرية ووحدات إزالة الألغام، ورفع القيود المفروضة على طائرات بعثة الأمم المتحدة للاستفتاء في الصحراء الغربية.
أخيرًا، طُلب من الأمين العام تقديم تقرير كل 30 يومًا من تمديد بعثة الأمم المتحدة للاستفتاء في الصحراء الغربية بشأن التطورات في الإقليم وولاية البعثة.

## روابط خارجية
- نص القرار في undocs.org